# Région de Schuttrange, Canach, Lenningen et Gostingen
Région de Schuttrange, Canach, Lenningen et Gostingen este o arie protejată (arie de protecție specială avifaunistică — SPA) din Luxemburg întinsă pe o suprafață de 1.256,33 ha, integral pe uscat.

## Localizare
Centrul sitului Région de Schuttrange, Canach, Lenningen et Gostingen este situat la coordonatele 49°37′06″N 6°19′15″E / 49.6183°N 6.3209°E.

## Înființare
Situl Région de Schuttrange, Canach, Lenningen et Gostingen a fost declarat arie de protecție specială avifaunistică în baza directivei 79/409 din 1979 referitoare la conservarea păsărilor sălbatice pentru a proteja 21 de specii de animale.

## Biodiversitate
Situată în ecoregiunea continentală, aria protejată nu include niciun habitat protejat.
La baza desemnării sitului se află mai multe specii protejate de  păsări (21): ciocârlie-de-câmp (Alauda arvensis), pescăruș albastru (Alcedo atthis), fâsă de pădure (Anthus trivialis), cucuvea (Athene noctua), cânepar (Carduelis cannabina), barză neagră (Ciconia nigra), mierla de apă (Cinclus cinclus), prepeliță (Coturnix coturnix), ciocănitoare neagră (Dryocopus martius), muscar negru (Ficedula hypoleuca), capîntortură (Jynx torquilla), sfrâncioc roșiatic (Lanius collurio), sfrâncioc mare (Lanius excubitor), gaia neagră (Milvus migrans), gaia roșie (Milvus milvus), codobatură de munte (Motacilla cinerea), potârniche (Perdix perdix), viespar (Pernis apivorus), codroșul de pădure (Phoenicurus phoenicurus), ciocănitoarea verde (Picus viridis), turturică (Streptopelia turtur).